# Meeresstille und glückliche Fahrt
Meeresstille und glückliche Fahrt op. 112 (Mare quieto e viaggio felice) è una cantata per coro e orchestra di Ludwig van Beethoven. L'opera fu composta tra la fine del 1814 e l'estate del 1815 su due poesie di Johann Wolfgang von Goethe a cui fu dedicata. La prima presentazione al pubblico si tenne a Vienna per il Natale del 1815, accompagnata dall'ouverture Zur Namensfeier op. 115, anch'essa suonata per la prima volta in tale occasione. 
La pubblicazione tardò fino al maggio 1822, quando sarà edita da Steiner con la dedica a Goethe, il quale ne riceverà una copia in omaggio dallo stesso Beethoven.
La cantata è in un unico movimento che ripropone i contrasti fra i versi dei testi, di cui si servì pure Mendelssohn per l'ouverture da concerto omonima.

## Testo poetico
| Meeres Stille | Mare quieto |
| Tiefe Stille herrscht im Wasser, Ohne Regung ruht das Meer, Und bekümmert sieht der Schiffer Glatte Fläche ringsumher. Keine Luft von keiner Seite! Todesstille fürchterlich! In der ungeheuern Weite Reget keine Welle sich.      | Pace profonda dentro l'acque, senza moto il mare sta, osserva mesto il navigante quella piana immensità. Muto il vento da ogni parte! Mortale e terribile calma! Nella lontananza immensa Non si muove un'onda. |
| | |
| Glückliche Fahrt | Viaggio felice |
| Die Nebel zerreißen, Der Himmel ist helle, Und Äolus löset Das ängstliche Band. Es säuseln die Winde, Es rührt sich der Schiffer. Geschwinde! Geschwinde! Es teilt sich die Welle, Es naht sich die Ferne; Schon seh ich das Land! | Le nubi si squarciano, il cielo è limpido ed Eolo allenta l'angosciosa catena. Sussurrano i venti, si agita il marinaio. Presto! Presto! Si spacca l'onda, s'approssima la meta; infine scorgo la sponda!       |